# David Bell (basket-ball)
Pour les articles homonymes, voir David Bell et Bell.
David Bell, né le 20 juin 1981, à Oakland, en Californie, est un joueur américain de basket-ball. Il évolue au poste de meneur.

## Palmarès
- First-team All-Big Sky Conference 2002, 2003